# Marie Grice Young
Marie Grice Young était une femme américaine, née le 5 janvier 1876 et morte le 27 juillet 1959, qui a survécu au naufrage du Titanic.

## Jeunesse
Marie Grice Young est née le 5 janvier 1876. Elle était la fille de Samuel Grice Young et de Margaret Brown Young, née Wilson,. Sa famille appartenait à la classe supérieure de Washington, et elle était la nièce par alliance d'Alexander Shepherd, un homme politique influent. La famille Young était à l'origine issue de Virginie,.

## La musique et la famille Roosevelt
En 1897, elle étudiait la musique avec John Porter Lawrence. En 1904, elle accompagnait au piano une lecture d'Enoch Arden, avec laquelle elle est partie en tournée. La famille Young était très impliquée dans la musique. Marie Grice Young a également chanté en tant que soprano dans le chœur de la cathédrale Saint-Matthieu de Washington.
Tout au début du XXe siècle, Young enseignait le piano. Elle comptait parmi ses élèves Ethel, Archibald et Quentin Roosevelt, les enfants du président Theodore Roosevelt,,,,. Sa relation avec la famille Roosevelt lui a permis en 1907 de fournir des informations concernant la gestion de leur ménage. Elle est restée dans la région de Washington DC jusqu'en 1911 environ.

## Titanic
Pendant longtemps, Marie Grice Young a partagé une maison avec Ella Holmes White,. Young était une amie proche de Thomas Nelson Page et de son épouse, Florence Lathrop Field.

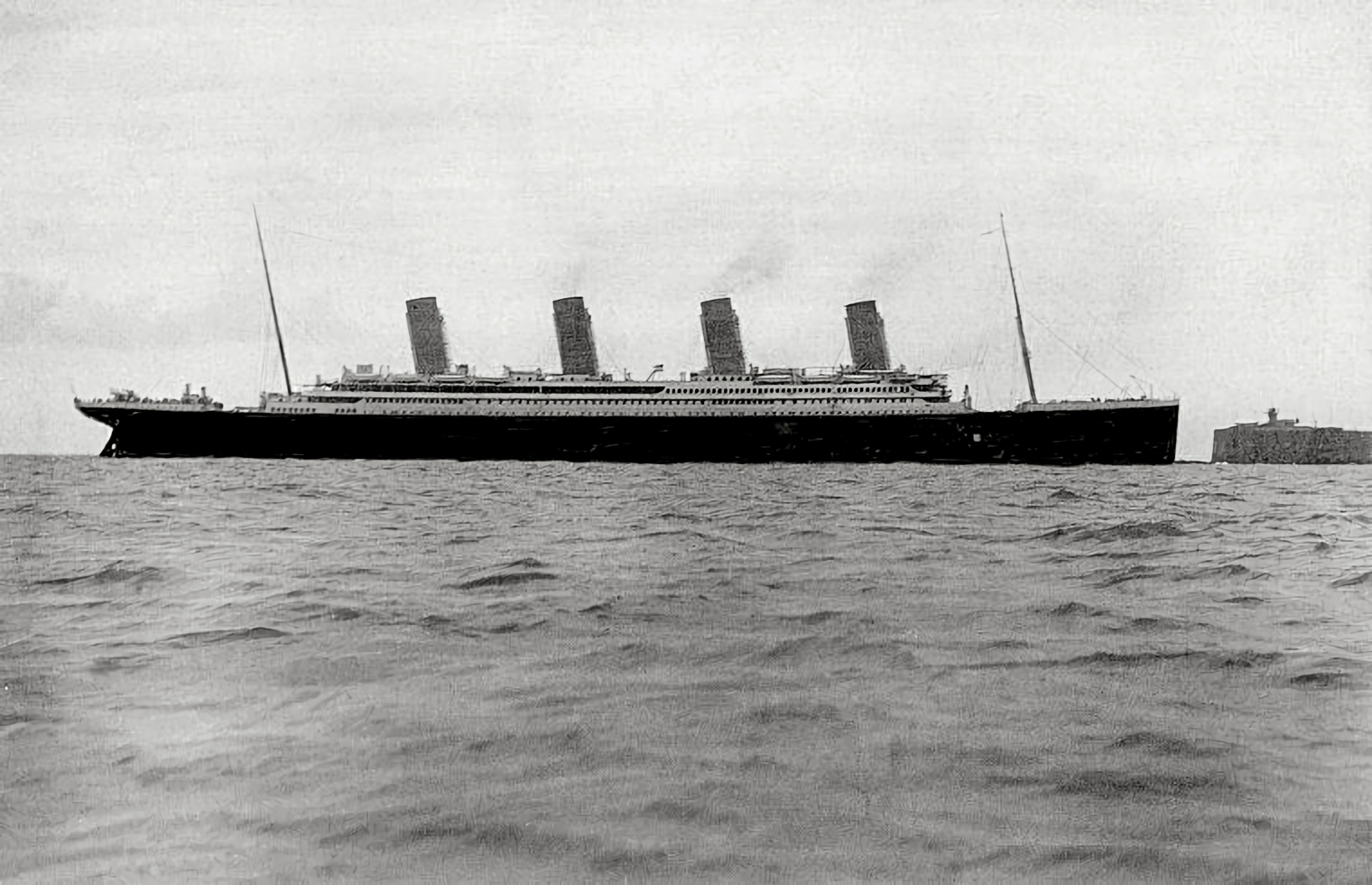
Le Titanic à Cherbourg, lieu d'embarquement de Marie Grice Young.

Marie Grice Young a embarqué sur le Titanic à Cherbourg avec White, partageant avec elle une cabine en première classe. Elles emportaient avec elles des poulets exotiques de race française, dans l'intention de les garder dans leur maison de campagne de New York. Elle a été la dernière passagère de première classe à quitter le Titanic. Le Washington Post la cite parmi les femmes ayant organisé le sauvetage de passagers, en convainquant les officiers chargés des canots de sauvetage de prendre plus de passagers que prévu.
L'historien Jonathan Ned Katz a émis l'hypothèse qu'elle était intimement liée à sa partenaire de voyage Ella Holmes White.

## Fin de vie et décès
À la mort de White en 1942, les deux femmes vivaient ensemble au Plaza Hotel à Manhattan. Le testament de White léguait à Young des effets personnels et de l'argent. Young est morte le 27 juillet 1959.